# Colegio Profesional de Ingeniería en Informática de Galicia
El Colegio Profesional de Ingeniería en Informática de Galicia (CPEIG, por su nombre en gallego Colexio Profesional de Enxeñaría en Informática) es una corporación de derecho público, de carácter profesional, amparada por la ley y con personalidad jurídica propia. El CPEIG se rige por las leyes y disposiciones vigentes en la materia y por sus estatutos. Su ámbito territorial es la Comunidad autónoma de Galicia. 
El Colegio Profesional de Ingeniería en Informática de Galicia es uno de los colegios autonómicos de ingeniería informática que forman el Consejo General de Colegios Oficiales de Ingeniería en Informática (CCII) y la Junta de Galicia recoge el Colegio como una entidad y organización de interés.

## Historia
El Colegio Profesional de Ingeniería en Informática de Galicia se constituyó formalmente mediante asamblea el 15 de diciembre de 2007.

## La Noite (A Noite)
La Noite (A Noite) es un evento anual que reúne a colegiados y colegiadas del CPEIG y a empresas y profesionales TIC y administraciones. Durante la gala se entregan premios a personalidades, entidades o proyectos relevantes en sus respectivas categorías. La primera celebración se realiza en el año 2008.

### I Noite
Gala celebrada en 2008.
- Colegiado de Honor: Jesús Vázquez Abad, Javier Rodeiro Iglesias, Gabriel Ferreiro Pena, Jesús Rodríguez Castro.
- Trayectoria Profesional: Javier García Tobío.
- Proyecto Innovador: e-Receita.

### II Noite
Gala celebrada en 2009.
- Proyecto Fin de Carrera: Roberto Rey Expósito.
- Trayectoria Profesional: Pablo Santos Luaces.
- Iniciativa Empresarial: Cluster TIC de Galicia.
- Iniciativa de la Administración: 2014.gal Axenda Dixital de Galicia (SXMIT).
- Proyecto Innovador: Factura electrónica (Consellería de Facenda de la Junta de Galicia).

### III Noite
Gala celebrada en 2010.
- Proyecto Fin de Carrera: Daniel Fernández Núñez.
- Trayectoria Profesional: Juan Pazos Sierra.
- Iniciativa Empresarial: salida de Altia al Mercado Alternativo Bursátil (MAB).
- Iniciativa Emprendedora: Iniciador Galicia.
- Iniciativa de la Administración: Proxecto Abalar - Junta de Galicia.
- Comunicación Informática: Código Cero.
- Mención Especial: Facultad de Informática de La Coruña por su 25 aniversario.

### IV Noite
Gala celebrada en 2011.
- Proyecto Fin de Carrera: Adrián López.
- Trayectoria Profesional: Víctor Gulías.
- Ada Byron: Luz Castro (fundadora Imaxin Software).
- Iniciativa Empresarial: Imatia.
- Iniciativa Emprendedora: Lacon Network.
- Iniciativa de la Administración: Proyecto Smart City Ayuntamiento de La Coruña.

### V Noite
Gala celebrada en 2012.
- Proyecto Fin de Carrera: Alberto Jaspe Villanueva.
- Trayectoria Profesional: Roberto Baratta Martínez.
- Ada Byron: Susana Ladra González.
- Iniciativa Empresarial: SetPay.
- Iniciativa Emprendedora: Proxecto Rede de Escolas na Nube.
- Iniciativa de la Administración: Diputación de Pontevedra.
- Mención Especial: Asociación PuntoGal (por la consecución del dominio propio para Galicia en Internet, .gal).

### VI Noite
Gala celebrada en 2014.
- Colegiado de Honor: Domingo Molina Moscoso y Jacinto Canales de Caso.
- Proyecto Fin de Carrera: Adrián Pérez Diéguez.
- Trayectoria Profesional: Francisco García Morán.
- Ada Byron: Bertha Guijarro Berdiñas.
- Iniciativa Empresarial: Igalia.
- Iniciativa Emprendedora: Torusware.
- Iniciativa de la Administración: Agencia Gallega de Innovación.
- e-Inclusión: TADEGa.
- Mención Especial: CESGA por sus 20 años de trayectoria.

### VII Noite
Gala celebrada en 2015.
- Colegiado de Honor: Miguel Ángel Ríos Fernández.
- Proyecto Fin de Carrera: Jesús Peón López.
- Trayectoria Profesional: Benigno Rosón Calvo.
- Ada Byron: Eva Dafonte Pérez.
- Iniciativa Empresarial: Galicia Open Future.
- Iniciativa Emprendedora: TEIMAS.
- Iniciativa de la Administración: Estudio sobre los factores influyentes en la elección de estudios científicos, tecnológicos y matemáticos.
- e-Inclusión: Pictoaplicaciones del Grupo Promedia.

### VIII Noite
Gala celebrada en 2016.
- Colegiado de Honor: Alejandro Pazos Sierra.
- Proyecto Fin de Carrera: María García.
- Trayectoria Profesional: Patricia Rodríguez Dapena.
- Ada Byron: Nieves Rodríguez Brisaboa.
- Iniciativa Empresarial: Autoridad Portuaria de La Coruña.
- Iniciativa Emprendedora: NPLgo.
- Iniciativa da Administración: Consellería de Economía, Emprego e Industria de la Junta de Galicia por el proyecto Civil UAVs Initiative.
- e-Inclusión: Fundación Vodafone.

### IX Noite
Gala celebrada en 2017.
- Colegiada de Honor: Mar España Martí.
- Proyecto Fin de Carrera: Roberto Carracedo Varela.
- Trayectoria Profesional: Andrés García-Rodeja.
- Ada Byron: María José Talavera.
- Iniciativa Empresarial: ABANCA.
- Iniciativa Emprendedora: Linknovate y Situm.
- Iniciativa de la Administración: Diputación de Orense por la iniciativa Ourense Provincia Inteligente.
- e-Inclusión: Servicio de teleasistencia avanzada para personas mayores o con dependencia.

### X Noite
Gala celebrada en 2018.
- Colegiado de Honor: Juan Pablo Peñarrubia Carrión.
- Proyecto Fin de Carrera: José Joaquim de Moura Ramos.
- Trayectoria Profesional: Lucía Ardao Rodríguez.
- Ada Byron: Miriam Pena Villanueva.
- Iniciativa Empresarial: ISMS Forum.
- Iniciativa Emprendedora: Via Galicia.
- Iniciativa de la Administración: Instituto Nacional de Ciberseguridad (INCIBE).
- e-Inclusión: Proyecto Digitalizadas.
- Premio 10º Aniversario de A Noite: Telefónica, Plexus, HPE, Bahía Software y Junta de Galicia.

### XI Noite
Gala celebrada en 2019.
- Colegiado de Honor: Carlos Grau Lara.
- Proyecto Fin de Carrera: Oscar Blanco Novoa.
- Trayectoria Profesional: Carlos Vázquez Mariño.
- Ada Byron: Mónica Fernández Bugallo.
- Iniciativa Empresarial: Alastria e Hijos de Rivera.
- Iniciativa Emprendedora: Club Financiero Atlántico.
- Iniciativa de la Administración: IGAPE por el Programa "Talleres e Axudas á Dixitalización".
- e-Inclusión: Camino de los Satélites.
- Premio Iniciativa Tecnológica en la Enseñanza: CEIP Ponte dos Brozos - Arteijo.
- Premio Especial A Noite: Altia y Everis.

### XII Noite
Gala celebrada en noviembre de 2020.
- Proyecto Fin de Carrera/Fin de Máster: Aida Vidal Balea.
- e-Inclusión: Confederación ASPACE.
- Iniciativa Emprendedora: Appentra.
- Iniciativa Empresarial: Localsafe.
- Iniciativa de la Administración: Smartiago.
- Ada Byron: Sabela Ramos.
- Innovación Tecnológica en la Enseñanza: Tecnópole.
- Grandes Proyectos TIC: Cidade das TIC.
- Trayectoria Profesional: Miguel Rodríguez Rubio.
- Colegiado de Honor: Miguel A. Amutio

### XIII Noite
Gala celebrada el 19 de octubre de 2021.
- Colegiado de Honor: Mateo Valero Cortés.
- TFM: Elisa Fernández Álvarez.
- Trayectoria Profesional: Carlos Eloy López Blanco.
- Ada Byron: Ana Freire.
- Iniciativa Empresarial: Red Mundo Atlántico.
- Iniciativa Emprendedora: Councilbox.
- Iniciativa da Administración: Centro de Supercomputación de Galicia (CESGA).
- e-Inclusión: Samsung Electronics Iberia, S.A.U.
- Premio Innovación Tecnológica en la Enseñanza: Centro de Investigación en TIC (CITIC).
- Premio Especial A Noite: Balidea, Emetel, Inycom e Minsait.
- Premio Especial a Código Cero en su 20 aniversario.

### XIV Noite
Gala celebrada el 1 de julio de 2022. Los premios han sido:
- Colegiado de Honor: Bernardo Quintero.
- TFM: Íñigo Luis López-Riobóo Botana por la herramienta de maximización de negocio en la plataforma TripAdvisor.
- Trayectoria Profesional: Gustavo Herva Iglesias.
- Ada Byron: Núria Castell Ariño y Karina Gibert Oliveras.
- Iniciativa Empresarial: The Waylanders de Gato Salvaje Studio.
- Iniciativa Emprendedora: Manfred.
- Iniciativa de la Administración: Equipos @ Guardia Civil.
- e-Inclusión: Plataforma IT4Ukrainians.com.
- Premio Innovación Tecnolóxica en la Enseñanza: Programas #IMPACT, de la Fundación GoodJob.
- Premio Especial A Noite: UNICEF España/ Universidad de Santiago de Compostela (USC)/ Consejo General de Colegios Profesionales de Ingeniería en Informática (CCII), Mundos Digitales e TRISON.
- Premio Impulso Digital de Galicia: Estratexia Galicia Dixital 2030.

### XV Noite
Gala celebrada el 16 de junio de 2023.
- Premio Iniciativa Emprendedora: Diego Cid recibe esta distinción por lograr que se pueda usar el DNIe en móviles con el sistema operativo iOS mediante una conexión NFC para diferentes trámites con la administración pública.
- Premio Ada Byron: Verónica Bolón recibe esta distinción por sus trabajos de investigación en inteligencia artificial sostenible en el Centro de Investigación en Tecnologías de la Información y de las Comunicaciones (CITIC) de la Universidad de La Coruña (UDC) y su apuesta por el fomento de la vocación científico-tecnológica.
- Premio Trayectoria Profesional: Eduard Martín, CIO de la Fundación Mobile World Capital Barcelona, por su “liderazgo de proyectos en organizaciones de vanguardia y su trabajo incansable en la defensa de la profesión de ingeniería en informática”.
- Premio Especial CPEIG: Colegio de Ingenieros en Informática de Asturias por su lucha para la inclusión de los ingenieros en informática en el cuerpo de ingenieros en la Ley de Empleo Público de la autonomía.
- Premio Iniciativa Empresarial: Navantia recibe este reconocimiento por su proyecto ‘Astillero 4.0’.
- Premio Innovación Tecnológica en la Enseñanza: Code.org, la plataforma formativa en programación más grande del mundo, destinada a que cada estudiante en cada escuela del mundo tenga la oportunidad de aprender informática.
- Premio Obxectivos de Desenvolvemento Sostible (ODS): "Calvo Residuo Cero", de la compañía gallega Grupo Calvo, recibe esta distinción por ser una iniciativa global destinada a conseguir una gestión sostenible de todos los residuos generados, tanto en fábricas como en oficinas, asegurando un mínimo impacto en el entorno y la contribución efectiva a un proceso de economía circular.
- Premio Iniciativa da Administración: Dirección General de Emprendimiento y Apoyo al Empleo de la Consellería de Promoción del Empleo e Igualdad de la Junta de Galicia, departamento creado hace un año, que puso en marcha iniciativas innovadoras, como la Red de Por los de Emprendimiento.
- Premio y-Inclusión: Envita, start-up viguesa de innovación social, por su plataforma tecnológica para la digitalización de la historia de vida de las personas mayores.
- Premio Colaboración Interadministrativa: Secretaría de Estado de Digitalización y Inteligencia Artificial, al Nodo GALICIA de la Junta de Galicia y al Ayuntamiento de La Coruña por la creación de la Agencia Española de Supervisión de Inteligencia Artificial (AESIA).
- Premio Colegiada/o de Honor: Amparo Alonso Betanzos, catedrática de Ciencias de la Computación e Inteligencia Artificial en la Universidad de La Coruña (UDC) e investigadora en el Centro de Investigación en Tecnologías de la Información y de las Comunicaciones (CITIC) de la UDC por ser una de las “máximas referentes y pioneras en España en el uso de Inteligencia Artificial (IA) aplicada a las ciencias sociales”
- Premio Proyecto Fin de Máster: Rubén Pérez Jove por el diseño de una herramienta de identificación de sistemas operativos basada en Inteligencia Artificial.
- Premio 15º Aniversario CPEIG: Cisco, Eviden, Inforhouse, R y Vodafone reciben esta distinción por su apoyo continuo.

### XVI Noite
Celebrada el 21 de junio de 2024. Los galardonados han sido:
- Premio Iniciativa Emprendedora: ex aequo al ecosistema empresarial Ipglobal Tech Hub y a la app Cluber de digitalización de clubes.
- Premio Ada Byron: Cristina Vázquez, recibe esta distinción por su liderazgo al frente de TEIMAS (CEO de la compañía).
- Premio Trayectoria Profesional: Olaia Vázquez, responsable del área de Datos Global en Inditex.
- Premio Especial CPEIG: Centro Singular de Investigación en Tecnologías Inteligentes de la Universidad de Santiago de Compostela (CiTIUS) por la organización de la ECAI 2024 (European Conference on Artificial Intelligence), uno de los eventos más importantes del mundo en inteligencia artificial que se celebra en Santiago de Compostela en 2024 y Tarlogic, empresa de referencia en ciberseguridad que presta servicio a gran parte de las empresas cotizadas del país y la grandes compañías en Europa, Estados unidos y Oriente Medio.
- Premio Iniciativa Empresarial: Denodo, líder mundial en virtualización de datos, nacido como proyecto de investigación en la Universidad de La Coruña.
- Premio Innovación Tecnolóxica no Ensino: FIRST® LEGO® League España, programa educativo para fomentar vocaciones tecnológicas entre los más jóvenes.
- Premio Objetivos de Desarrollo Sostenible (ODS): Grupo Nueva Pescanova, por la integración de la plataforma IBM Food Trust, que garantiza la trazabilidade de los productos del mar.
- Premio Iniciativa da Administración: Centro de Estudios de Seguridad (CESEG), centro mixto de investigación de la Universidad de Santiago de Compostela (USC) y del Ministerio de Defensa del Gobierno de España, por su trabajo investigador sobre la manipulación informativa.
- Premio y-Inclusión: Cruz Roja, Alexa y Amazon Web Services por su colaboración en diversos proyectos que contribuyen a reducir el aislamiento y la soledad no deseada de las personas.
- Premio Colaboración Interadministrativa: Asociación Europea para la Transición Digital por su propuesta del ‘Pacto de Estado para proteger a los menores de edad en internet y redes sociales’
- Premio Colegiada de Honor: Rosa Díaz Tiernos, matemática y directora del Observatorio Nacional de Tecnología y Sociedad (ONTSI), por su sólida experiencia en el sector TIC, con más de 20 años de trayectoria tanto en el ámbito privado como en el sector público estatal.
- Premio Trabajo Fin de Máster: Manuel Framil por el desarrollo de una herramienta que mejora la productividad a la hora de trabajar con tecnologías serverless o de computación sin servidor.
- Premio 16º Aniversario CPEIG: Ednon y Fortinet, compañías tecnológicas distinguidas con este reconocimiento por su apoyo continuado.
- Premio Impulso Digital Galicia: Junta de Galicia por la integración de la inteligencia artificial (IA) en la Administración Autonómica gallega.

## Premios recibidos
- El CPEIG es uno de los ganadores del los Premios 'Protección de Datos 2019' otorgados por la AEPD.[3]
- En la categoría de Iniciativas para impulsar la Ciudadanía Digital a través de Internet ha sido premiado el Taller de robótica y programación para niños y niñas hospitalizados, iniciativa fruto del convenio del CPEIG con la Consellería de Sanidade.
- El programa Navega con rumbo por el ciberespacio Recibe el premio de innovación digital del periódico El Norte de Castilla.[4]